# Llista de monuments de Begur
Llista de monuments de Begur inclosos en l'Inventari del Patrimoni Arquitectònic de Catalunya per al municipi de Begur (Baix Empordà). Inclou els inscrits en el Registre de béns culturals d'interès nacional (BCIN) amb la classificació de monuments històrics, els béns culturals d'interès local (BCIL) de caràcter immoble i la resta de béns arquitectònics integrants del patrimoni cultural català.
| Monument                                                | Protecció      | Estil/època                           | Localització                             | Coordenades                                            | Codi?         | Imatge |
| ------------------------------------------------------- | -------------- | ------------------------------------- | ---------------------------------------- | ------------------------------------------------------ | ------------- | --- |
| Castell de Begur                                        | BCIN 527-MH-EN | Medieval, XVI-XVII                    | Begur                                    | 41° 57′ 23″ N, 3° 12′ 31″ E / 41.9564222°N,3.2085972°E | RI-51-0008987 | Castell de Begur · Vegeu més fotos d'aquest monument · Carregueu una nova foto d'aquest monument                                       |
| Castell d'Esclanyà                                      | BCIN 528-MH-EN | Romànic XII, XVII                     | Begur                                    | 41° 55′ 44″ N, 3° 10′ 35″ E / 41.9287944°N,3.1763944°E | RI-51-0005801 | Castell d'Esclanyà (Begur) · Vegeu més fotos d'aquest monument · Carregueu una nova foto d'aquest monument                             |
| Torres de la vila: Torre de Can Marquès                 | BCIN 4028-MH   | Obra popular XVI-XVII                 | Begur C. Bonaventura Carreras            | 41° 57′ 17″ N, 3° 12′ 30″ E / 41.954743°N,3.208343°E   | IPA-11812     | Torres de la vila: Torre de Can Marquès (Begur) · Vegeu més fotos d'aquest monument · Carregueu una nova foto d'aquest monument        |
| Torres de la vila: Torre del Mas Pinc                   | BCIN 4029-MH   | Obra popular XVI-XVII                 | Begur Als afores                         | 41° 57′ 32″ N, 3° 12′ 44″ E / 41.95877°N,3.212338°E    | IPA-11813     | Torres de la vila: Torre del Mas Pinc (Begur) · Vegeu més fotos d'aquest monument · Carregueu una nova foto d'aquest monument          |
| Torres de la vila: Torre de Ca n'Armanac o Can Reig     | BCIN 4030-MH   | Obra popular XVI                      | Begur C. Bonaventura Carreras, 10        | 41° 57′ 16″ N, 3° 12′ 30″ E / 41.954319°N,3.208329°E   | IPA-11814     | Torres de la vila: Torre de Ca n'Armanac (Begur) · Vegeu més fotos d'aquest monument · Carregueu una nova foto d'aquest monument       |
| Torres de la vila: Can Pella i Forgas                   | BCIN 4031-MH   | Obra popular XV-XVI                   | Begur Pl. Pella i Forgas                 | 41° 57′ 17″ N, 3° 12′ 22″ E / 41.954718°N,3.206205°E   | IPA-11815     | Torres de la vila: Can Pella i Forgas (Begur) · Vegeu més fotos d'aquest monument · Carregueu una nova foto d'aquest monument          |
| Torres de la vila: Torre del carrer Sant Ramon          | BCIN 4032-MH   | Obra popular XVI-XVII                 | Begur C. Sant Ramon                      | 41° 57′ 21″ N, 3° 12′ 27″ E / 41.955702°N,3.207608°E   | IPA-11816     | Torres de la vila: Torre del carrer Sant Ramon (Begur) · Vegeu més fotos d'aquest monument · Carregueu una nova foto d'aquest monument |
| Mas Carme Amaya o Can Pinc                              |                | XVI-XVII                              | Begur                                    | 41° 57′ 31″ N, 3° 12′ 44″ E / 41.958719°N,3.212245°E   | IPA-337       | Mas Carme Amaya (Begur) · Vegeu més fotos d'aquest monument · Carregueu una nova foto d'aquest monument                                |
| Sant Esteve d'Esclanyà                                  |                | Romànic, barroc X-XI, XVII-XVIII      | Begur Pl. de la Constitució, 6, Esclanyà | 41° 55′ 46″ N, 3° 10′ 35″ E / 41.929349°N,3.176393°E   | IPA-6819      | Sant Esteve d'Esclanyà (Begur) · Vegeu més fotos d'aquest monument · Carregueu una nova foto d'aquest monument                         |
| Capella de Sant Ramon                                   |                | Barroc XVIII-XX                       | Begur Pl. Sant Ramon                     | 41° 57′ 25″ N, 3° 12′ 28″ E / 41.95704°N,3.20764°E     | IPA-6820      | Capella de Sant Ramon (Begur) · Vegeu més fotos d'aquest monument · Carregueu una nova foto d'aquest monument                          |
| Habitatge al carrer Santa Reparada, 26                  |                | Obra popular XVIII                    | Begur C. Santa Reparada, 26              | 41° 57′ 21″ N, 3° 12′ 24″ E / 41.95593°N,3.20674°E     | IPA-6821      | Carregueu una nova foto d'aquest monument                                                                                              |
| Casa del Sant Hospital                                  |                | Historicisme XVIII Final              | Begur C. Boadella, 1                     | 41° 57′ 15″ N, 3° 12′ 27″ E / 41.95414°N,3.20758°E     | IPA-6822      | Carregueu una nova foto d'aquest monument                                                                                              |
| Cases-barraques de pescadors                            |                | Obra popular XIX                      | Begur Sa Tuna                            | 41° 57′ 36″ N, 3° 13′ 46″ E / 41.960081°N,3.229484°E   | IPA-6823      | Cases-barraques de pescadors (Begur) · Vegeu més fotos d'aquest monument · Carregueu una nova foto d'aquest monument                   |
| Casa a la plaça Major de sa Tuna                        |                | Obra popular XIX                      | Begur Pl. Major, sa Tuna                 | 41° 57′ 37″ N, 3° 13′ 45″ E / 41.96018°N,3.22908°E     | IPA-6824      | Casa a la plaça Major de sa Tuna (Begur) · Vegeu més fotos d'aquest monument · Carregueu una nova foto d'aquest monument               |
| Can Camós                                               |                | Obra popular XIX                      | Begur Sa Riera                           |                                                        | IPA-6825      | Carregueu una nova foto d'aquest monument                                                                                              |
| Casa del carrer del Casino                              |                | Eclecticisme XIX                      | Begur C. del Casino, 4                   | 41° 57′ 18″ N, 3° 12′ 33″ E / 41.95509°N,3.20925°E     | IPA-6826      | Carregueu una nova foto d'aquest monument                                                                                              |
| Pintures de la casa als carrers Casino i Vera           |                | Neoclassicisme-romàntic XIX           | Begur C. del Casino - c. Vera            | 41° 57′ 19″ N, 3° 12′ 33″ E / 41.95519°N,3.20917°E     | IPA-6827      | Pintures de la casa als carrers Casino i Vera (Begur) · Vegeu més fotos d'aquest monument · Carregueu una nova foto d'aquest monument  |
| Can Pella                                               |                | Neoclassicisme XIX-XX                 | Begur Sa Riera                           | 41° 58′ 19″ N, 3° 12′ 37″ E / 41.97207°N,3.2104°E      | IPA-6828      | Carregueu una nova foto d'aquest monument                                                                                              |
| Can Floriant                                            |                | Obra popular XIX-XX                   | Begur Sa Riera                           | 41° 58′ 22″ N, 3° 12′ 45″ E / 41.97272°N,3.21249°E     | IPA-6829      | Carregueu una nova foto d'aquest monument                                                                                              |
| Vil·la Ava Senia                                        |                | Eclecticisme XIX                      | Begur Es Racó                            | 41° 58′ 43″ N, 3° 12′ 25″ E / 41.97854°N,3.207°E       | IPA-6830      | Carregueu una nova foto d'aquest monument                                                                                              |
| Can Rogera o Casa Pere Roger                            |                | Eclecticisme XIX                      | Begur C. Bonaventura Carreras, 19        | 41° 57′ 14″ N, 3° 12′ 33″ E / 41.95397°N,3.20918°E     | IPA-6831      | Carregueu una nova foto d'aquest monument                                                                                              |
| Casa Vicenç Ferrer Bataller                             |                | Eclecticisme XIX                      | Begur C. Bonaventura Carreras, 16        | 41° 57′ 16″ N, 3° 12′ 31″ E / 41.954370°N,3.208686°E   | IPA-6898      | Casa Vicenç Ferrer Bataller (Begur) · Vegeu més fotos d'aquest monument · Carregueu una nova foto d'aquest monument                    |
| Casa del Doctor Miret                                   |                | Neoclassicisme-romàntic XIX           | Begur C. Sant Miquel                     | 41° 57′ 18″ N, 3° 12′ 23″ E / 41.95499°N,3.20636°E     | IPA-6833      | Carregueu una nova foto d'aquest monument                                                                                              |
| Casa de la Vila o Can Sabater                           |                | Eclecticisme XIX                      | Begur Pl. de l'Església, 1               | 41° 57′ 16″ N, 3° 12′ 25″ E / 41.95431°N,3.20685°E     | IPA-6834      | Carregueu una nova foto d'aquest monument                                                                                              |
| El Casino                                               |                | Eclecticisme XIX                      | Begur C. del Casino - c. Clos i Pujol, 2 | 41° 57′ 16″ N, 3° 12′ 33″ E / 41.95457°N,3.20926°E     | IPA-6835      | El Casino (Begur) · Vegeu més fotos d'aquest monument · Carregueu una nova foto d'aquest monument                                      |
| Habitatge al carrer de Santa Teresa, 1                  |                | Eclecticisme XIX                      | Begur C. Santa Teresa, 1                 | 41° 57′ 17″ N, 3° 12′ 23″ E / 41.95482°N,3.20633°E     | IPA-6836      | Carregueu una nova foto d'aquest monument                                                                                              |
| Parador de Turisme Aiguablava                           |                | Darreres tendències XX                | Begur Aiguablava                         | 41° 56′ 02″ N, 3° 13′ 06″ E / 41.93402°N,3.21834°E     | IPA-6838      | Parador de Turisme Aiguablava (Begur) · Vegeu més fotos d'aquest monument · Carregueu una nova foto d'aquest monument                  |
| Conjunt d'apartaments de Cap sa Sal                     |                | XX                                    | Begur Cap sa Sal                         | 41° 58′ 01″ N, 3° 13′ 49″ E / 41.96704°N,3.23029°E     | IPA-6839      | Conjunt d'apartaments de Cap sa Sal (Begur) · Vegeu més fotos d'aquest monument · Carregueu una nova foto d'aquest monument            |
| Casa Vives                                              |                | Darreres tendències XX                | Begur Pg. del Coll dels Aucells, sa Tuna | 41° 57′ 43″ N, 3° 13′ 48″ E / 41.961891°N,3.229908°E   | IPA-6841      | Carregueu una nova foto d'aquest monument                                                                                              |
| Casa Llinàs                                             |                | Darreres tendències XX                | Begur Ctra. de Begur a sa Tuna           | 41° 57′ 19″ N, 3° 13′ 04″ E / 41.95536°N,3.21775°E     | IPA-6842      | Carregueu una nova foto d'aquest monument                                                                                              |
| Casa de Ventós II                                       |                | Darreres tendències XX                | Begur C. Puig dels Ocells, Aiguafreda    | 41° 57′ 47″ N, 3° 13′ 39″ E / 41.96317°N,3.22753°E     | IPA-6843      | Carregueu una nova foto d'aquest monument                                                                                              |
| Casa Jori-Miserachs                                     |                | Darreres tendències XX                | Begur Aiguablava                         |                                                        | IPA-6844      | Carregueu una nova foto d'aquest monument                                                                                              |
| Centre Cultural Escoles Velles                          |                | XIX-XX                                | Begur C. Bonaventura Carreras, 11-13     | 41° 57′ 16″ N, 3° 12′ 31″ E / 41.95447°N,3.20857°E     | IPA-6845      | Centre Cultural Escoles Velles (Begur) · Vegeu més fotos d'aquest monument · Carregueu una nova foto d'aquest monument                 |
| Església de Sant Pere de Begur                          |                | Gòtic tardà, barroc XVI-XVII          | Begur Pl. de l'Església                  | 41° 57′ 15″ N, 3° 12′ 27″ E / 41.95429°N,3.20746°E     | IPA-6849      | Església de Sant Pere de Begur · Vegeu més fotos d'aquest monument · Carregueu una nova foto d'aquest monument                         |
| Convent de Santa Reparada                               |                | Obra popular, neoclassicisme XVII-XIX | Begur Paratge del Convent, sa Riera      | 41° 57′ 55″ N, 3° 12′ 23″ E / 41.965375°N,3.206464°E   | IPA-6850      | Carregueu una nova foto d'aquest monument                                                                                              |
| Can Cantarell                                           |                | Darreres tendències XX                | Begur Sa Riera                           | 41° 58′ 16″ N, 3° 12′ 51″ E / 41.97123°N,3.21403°E     | IPA-6851      | Carregueu una nova foto d'aquest monument                                                                                              |
| Casa a la platja                                        |                | Obra popular XVIII-XIX                | Begur Sa Tuna                            |                                                        | IPA-6853      | Carregueu una nova foto d'aquest monument                                                                                              |
| Casa a Aiguablava                                       |                | Obra popular XIX                      | Begur Aiguablava                         | 41° 56′ 01″ N, 3° 12′ 56″ E / 41.93362°N,3.21564°E     | IPA-6854      | Casa a Aiguablava (Begur) · Vegeu més fotos d'aquest monument · Carregueu una nova foto d'aquest monument                              |
| Habitatge al carrer Metge Pi, 23                        |                | Eclecticisme XIX                      | Begur C. Metge Pi, 23                    | 41° 57′ 19″ N, 3° 12′ 33″ E / 41.95528°N,3.20903°E     | IPA-6855      | Habitatge al carrer Metge Pi, 23 (Begur) · Vegeu més fotos d'aquest monument · Carregueu una nova foto d'aquest monument               |
| Casa al camí del Mar, 10                                |                | Eclecticisme XIX                      | Begur Camí del Mar, 10                   | 41° 57′ 13″ N, 3° 12′ 32″ E / 41.95353°N,3.20886°E     | IPA-6856      | Carregueu una nova foto d'aquest monument                                                                                              |
| Casa al camí del Mar, 12                                |                | Eclecticisme XIX                      | Begur Camí del Mar, 12 (abans 10)        | 41° 57′ 13″ N, 3° 12′ 32″ E / 41.95352°N,3.20895°E     | IPA-6857      | Carregueu una nova foto d'aquest monument                                                                                              |
| Camí de Ronda                                           |                | XX                                    | Begur Camí de Ronda                      |                                                        | IPA-6858      | Carregueu una nova foto d'aquest monument                                                                                              |
| El Castellet                                            |                |                                       | Begur                                    |                                                        | IPA-6860      | Carregueu una nova foto d'aquest monument                                                                                              |
| Carrer de Sant Antoni                                   |                | XVIII-XX                              | Begur C. Sant Antoni                     | 41° 57′ 22″ N, 3° 12′ 38″ E / 41.95603°N,3.21044°E     | IPA-6861      | Carrer de Sant Antoni (Begur) · Vegeu més fotos d'aquest monument · Carregueu una nova foto d'aquest monument                          |
| Moixó a la carretera de Santa Reparada                  |                | XX                                    | Begur Ctra. de Santa Reparada            |                                                        | IPA-6862      | Carregueu una nova foto d'aquest monument                                                                                              |
| Carrer Bonaventura Carreras                             |                | Eclecticisme XVI-XIX                  | Begur C. Bonaventura Carreras            | 41° 57′ 16″ N, 3° 12′ 33″ E / 41.954472°N,3.209051°E   | IPA-6863      | Carrer Bonaventura Carreras (Begur) · Vegeu més fotos d'aquest monument · Carregueu una nova foto d'aquest monument                    |
| Carrer de Vera                                          |                | Obra popular XIX-XX                   | Begur C. de Vera                         | 41° 57′ 21″ N, 3° 12′ 35″ E / 41.95585°N,3.20976°E     | IPA-6864      | Carrer de Vera (Begur) · Vegeu més fotos d'aquest monument · Carregueu una nova foto d'aquest monument                                 |
| Cases del segle xix                                     |                | Eclecticisme XIX                      | Begur C. Ventura Sabater                 | 41° 57′ 14″ N, 3° 12′ 26″ E / 41.95401°N,3.20732°E     | IPA-6865      | Carregueu una nova foto d'aquest monument                                                                                              |
| Finestra al carrer Pi i Ralló, 15                       |                | Gòtic tardà XVI-XVII                  | Begur C. Pi i Ralló, 15                  | 41° 57′ 18″ N, 3° 12′ 28″ E / 41.95496°N,3.20781°E     | IPA-6866      | Carregueu una nova foto d'aquest monument                                                                                              |
| Casa al carrer Concepció Pi "Tato"                      |                | Renaixement XVII-XVIII                | Begur C. Concepció Pi                    |                                                        | IPA-6867      | Carregueu una nova foto d'aquest monument                                                                                              |
| Panteó Familiar Caner                                   |                | Historicisme XIX                      | Begur Cementiri de la vila               | 41° 57′ 13″ N, 3° 12′ 08″ E / 41.953567°N,3.202165°E   | IPA-6868      | Carregueu una nova foto d'aquest monument                                                                                              |
| Porta al carrer Concepció Pi                            |                | XVI                                   | Begur C. Concepció Pi "Tato"             | 41° 57′ 15″ N, 3° 12′ 28″ E / 41.95411°N,3.20781°E     | IPA-6869      | Carregueu una nova foto d'aquest monument                                                                                              |
| Casa cantonada carrer Pi i Ralló i carrer Sant Ramon, 2 |                | Gòtic tardà XVI-XVII                  | Begur C. Pi i Ralló - c. Sant Ramon, 2   | 41° 57′ 20″ N, 3° 12′ 28″ E / 41.95561°N,3.20778°E     | IPA-6870      | Carregueu una nova foto d'aquest monument                                                                                              |
| Casa al carrer de Sant Ramon, 6                         |                | Gòtic, renaixement XVI                | Begur C. Sant Ramon, 6                   | 41° 57′ 21″ N, 3° 12′ 27″ E / 41.95595°N,3.20754°E     | IPA-6871      | Carregueu una nova foto d'aquest monument                                                                                              |
| Casa de pescadors a sa Riera                            |                | Obra popular XIX                      | Begur Sa Riera                           |                                                        | IPA-6872      | Carregueu una nova foto d'aquest monument                                                                                              |
| Masia a sa Riera                                        |                | Obra popular XVIII-XIX                | Begur Ctra. as Racó, sa Riera            |                                                        | IPA-6873      | Carregueu una nova foto d'aquest monument                                                                                              |
| Capella a sa Tuna                                       |                | Obra popular XX                       | Begur Ctra. d'accés a sa Tuna            |                                                        | IPA-6876      | Carregueu una nova foto d'aquest monument                                                                                              |
| Finestres d'una casa a Aiguafreda                       |                | Gòtic tardà XV-XVI                    | Begur Prop de la platja d'Aiguafreda     | 41° 57′ 53″ N, 3° 13′ 35″ E / 41.96485°N,3.2265°E      | IPA-6877      | Carregueu una nova foto d'aquest monument                                                                                              |
| Cobert a Aiguafreda                                     |                | XX                                    | Begur Aiguafreda                         | 41° 57′ 52″ N, 3° 13′ 34″ E / 41.96452°N,3.22607°E     | IPA-6878      | Carregueu una nova foto d'aquest monument                                                                                              |
| Casa de pescadors a cala Fornells                       |                | Obra popular XIX-XX                   | Begur Cala Fornells                      | 41° 56′ 17″ N, 3° 12′ 58″ E / 41.93811°N,3.21604°E     | IPA-6879      | Carregueu una nova foto d'aquest monument                                                                                              |
| Casa de pescadors al port                               |                | Obra popular XIX-XX                   | Begur Port de Begur, Fornells            | 41° 56′ 20″ N, 3° 13′ 00″ E / 41.93877°N,3.21667°E     | IPA-6880      | Carregueu una nova foto d'aquest monument                                                                                              |
| Casa entre Aiguablava i Fornells                        |                | Darreres tendències XX                | Begur Aiguablava                         | 41° 56′ 09″ N, 3° 12′ 49″ E / 41.93592°N,3.21359°E     | IPA-6881      | Casa entre Aiguablava i Fornells (Begur) · Vegeu més fotos d'aquest monument · Carregueu una nova foto d'aquest monument               |
| Capella as Racó                                         |                | XIX                                   | Begur Ctra. a Pals, es Racó              |                                                        | IPA-6882      | Carregueu una nova foto d'aquest monument                                                                                              |
| Can Planas                                              |                | Obra popular XVII                     | Begur Pl. de la Constitució, 9, Esclanyà | 41° 55′ 44″ N, 3° 10′ 34″ E / 41.92899°N,3.17619°E     | IPA-6883      | Can Planas (Esclanyà) · Vegeu més fotos d'aquest monument · Carregueu una nova foto d'aquest monument                                  |
| Porta de Can Busquets                                   |                | Gòtic-renaixement XV-XVI              | Begur C. Bonaventura                     | 41° 57′ 16″ N, 3° 12′ 30″ E / 41.95431°N,3.20841°E     | IPA-6884      | Carregueu una nova foto d'aquest monument                                                                                              |
| Finestra i porta a una casa del passeig dels Aucells    |                | Gòtic tardà XV-XVI                    | Begur Pg. al coll dels Aucells           |                                                        | IPA-6885      | Carregueu una nova foto d'aquest monument                                                                                              |
| Zona Esportiva Municipal Font de Baix                   |                | XX                                    | Begur Font de Baix                       | 41° 57′ 14″ N, 3° 12′ 20″ E / 41.95396°N,3.20569°E     | IPA-6886      | Carregueu una nova foto d'aquest monument                                                                                              |
| Lavabos públics as Racó                                 |                |                                       | Begur Platja de Pals                     | 41° 58′ 48″ N, 3° 12′ 27″ E / 41.97996°N,3.20748°E     | IPA-6887      | Carregueu una nova foto d'aquest monument                                                                                              |
| Pavelló Esportiu                                        |                | Darreres tendències XX                | Begur Ctra. de Begur a Fornells          | 41° 57′ 05″ N, 3° 12′ 15″ E / 41.95142°N,3.20422°E     | IPA-6888      | Carregueu una nova foto d'aquest monument                                                                                              |
| Antiga Fàbrica Cané-Geli                                |                | XIX                                   | Begur C. de Campuig - c. Santa Reparada  | 41° 57′ 22″ N, 3° 12′ 22″ E / 41.95619°N,3.20609°E     | IPA-6889      | Carregueu una nova foto d'aquest monument                                                                                              |
| Porta al carrer Santa Reparada                          |                | XVI-XVII                              | Begur C. Santa Reparada                  | 41° 57′ 19″ N, 3° 12′ 28″ E / 41.95535°N,3.20774°E     | IPA-6890      | Carregueu una nova foto d'aquest monument                                                                                              |
| Casa al carrer de Santa Teresa, 9                       |                | Eclecticisme XIX                      | Begur C. Santa Teresa, 9                 | 41° 57′ 20″ N, 3° 12′ 25″ E / 41.95544°N,3.20683°E     | IPA-6891      | Carregueu una nova foto d'aquest monument                                                                                              |
| Torre del Mas de Mauri de Vall o Torre al carrer Raval  |                | Obra popular XVI-XVII                 | Begur C. del Raval - pg. Circumval·lació | 41° 57′ 16″ N, 3° 12′ 17″ E / 41.9545°N,3.20479°E      | IPA-6893      | Torre del Mas de Mauri de Vall (Begur) · Vegeu més fotos d'aquest monument · Carregueu una nova foto d'aquest monument                 |
| Casa de Ventós I                                        |                | Darreres tendències XX                | Begur Sa Riera                           | 41° 58′ 26″ N, 3° 12′ 48″ E / 41.97376°N,3.2133°E      | IPA-6894      | Carregueu una nova foto d'aquest monument                                                                                              |
| Jardí de Cap sa Sal                                     |                | XX                                    | Begur                                    | 41° 57′ 58″ N, 3° 13′ 51″ E / 41.96614°N,3.23091°E     | IPA-6896      | Carregueu una nova foto d'aquest monument                                                                                              |
| Casa Josep Pi Carreras                                  |                | Eclecticisme XIX                      | Begur C. Bonaventura Carreras, 22        | 41° 57′ 16″ N, 3° 12′ 34″ E / 41.954380°N,3.209316°E   | IPA-6832      | Carregueu una nova foto d'aquest monument                                                                                              |
| Les Roques                                              |                | XIX                                   | Begur Camí de Ronda, Fornells            | 41° 56′ 16″ N, 3° 12′ 54″ E / 41.93777°N,3.2151°E      | IPA-6899      | Les Roques (Begur) · Modifica el valor a Wikidata · Carregueu una nova foto d'aquest monument                                          |
| Barraques de pescadors d'Aiguablava                     | BCIL 2016      | Obra popular XIX                      | Begur Platja d'Aiguablava                | 41° 56′ 03″ N, 3° 12′ 57″ E / 41.93404°N,3.21579°E     | IPA-6900      | Barraques de pescadors d'Aiguablava (Begur) · Vegeu més fotos d'aquest monument · Carregueu una nova foto d'aquest monument            |
| Panteó Família Forgas                                   |                | Historicisme XIX                      | Begur Cementiri de la vila               |                                                        | IPA-31177     | Carregueu una nova foto d'aquest monument                                                                                              |
| Torre al carrer de Bonaventura Carreras                 |                | Obra popular XVI-XVII                 | Begur C. Bonaventura Carreras, 7         | 41° 57′ 16″ N, 3° 12′ 29″ E / 41.95450°N,3.20813°E     | IPA-37734     | Carregueu una nova foto d'aquest monument                                                                                              |
| Can Pella i Forgas                                      |                | Gòtic XV-XVI                          | Begur Pl. Pella i Forgas                 | 41° 57′ 17″ N, 3° 12′ 22″ E / 41.95464°N,3.20608°E     | IPA-37758     | Can Pella i Forgas (Begur) · Vegeu més fotos d'aquest monument · Carregueu una nova foto d'aquest monument                             |